# Lavarone
 Lavarone (zimbriska: Lavròu, tyska: Lafraun) är en kommun i provinsen Trento i regionen Trentino-Alto Adige i Italien. Den är belägen cirka 20 kilometer nordväst om staden Trento.